# Casanava de Montaut
Casanava de Montaut (francès Cazeneuve-Montaut) és un municipi occità de Comenge, a Gascunya, del departament de l'Alta Garona, a la regió d'Occitània.